# Barkeria uniflora
Barkeria uniflora är en orkidéart som först beskrevs av Juan José Martinez de Lexarza, och fick sitt nu gällande namn av Robert Louis Dressler och Halbinger. Barkeria uniflora ingår i släktet Barkeria och familjen orkidéer. Inga underarter finns listade i Catalogue of Life.

## Bildgalleri

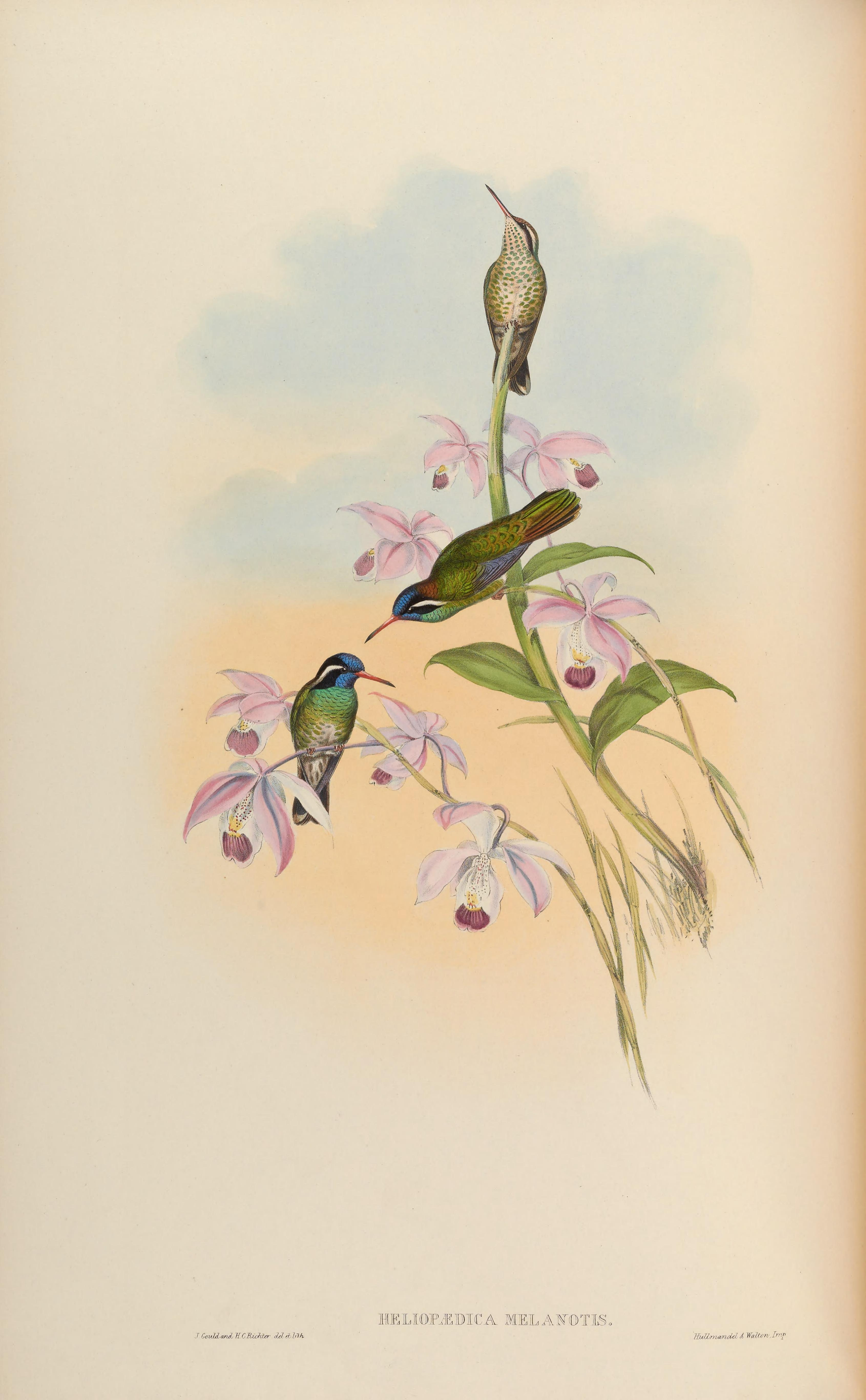
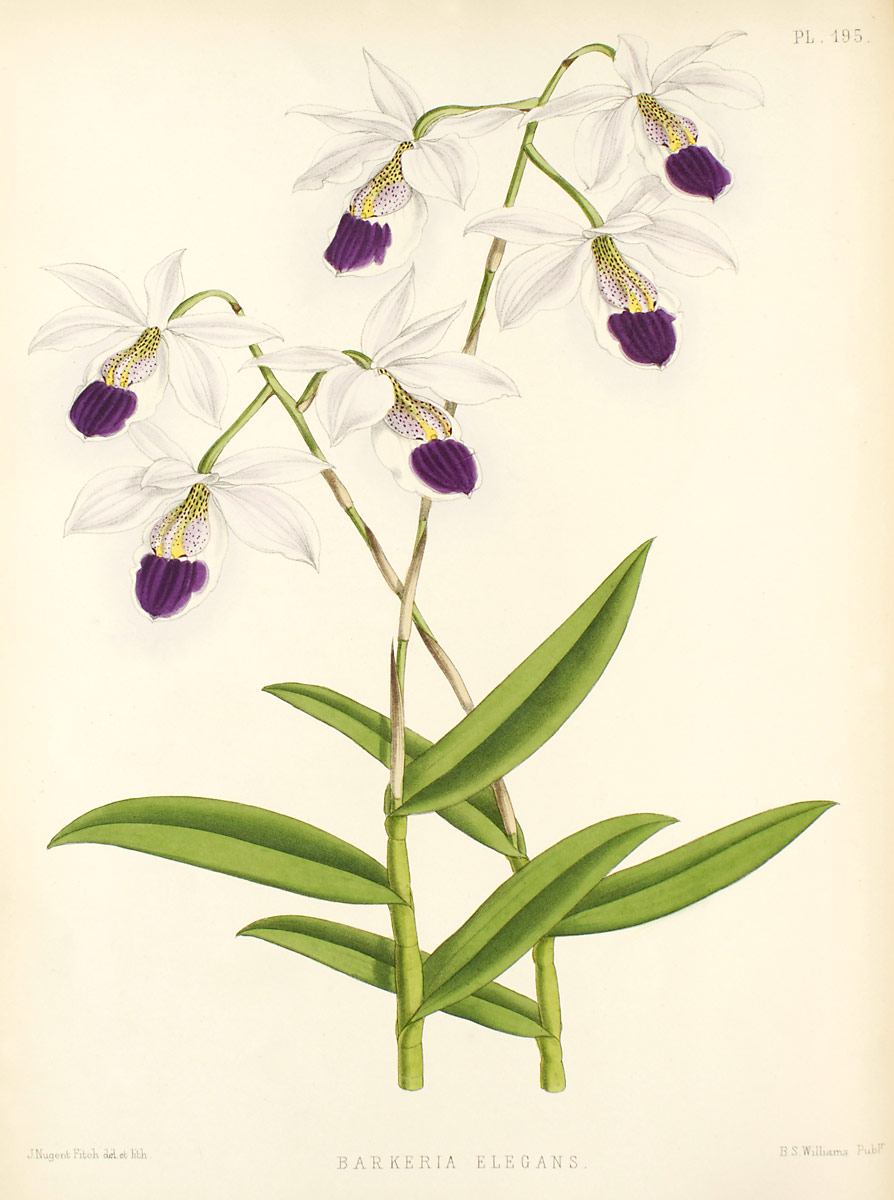